# Parc national d'Ise-Shima
Le parc national d'Ise-Shima (伊勢志摩国立公園, Ise shima kokuritsu kōen) est un parc national japonais situé en Ise et Shima dans la région du Kansai. Le parc a été fondé en 1946 et couvre une surface de 555,44 km2.